# Antocha (Antocha) bidigitata
Antocha (Antocha) bidigitata is een tweevleugelige uit de familie steltmuggen (Limoniidae). De soort komt voor in het Palearctisch gebied.